# فلنلعب (ألعاب فيديو)
فلنلعب هي عملية توثيق مراحل أحداث لعبة فيديو عن طريق تسجيل فيديو أو لقطات الشاشة والتي يقوم بها اللاعب. ويقوم اللاعب، في كثير من الأحيان، بإضافة تعليقات وشرح للأحداث. لا يجب الخلط بين «فلنلعب» وخطوات الإرشادات التفصيلية إذ أن الأولى تعتمد على وجهة نظر اللاعب وكيفية تفسيره للأحداث بناء على معرفته وخبرته وتعتمد الطرافة والإستخفاف والتعليقات اللاذعة والنقدية في كثير من الحالات. تستخدم أدوات حاسوبية خاصة لتسجيل مراحل اللعبة، مثل برامج تسجيل الشاشة وتضاف التعليقات الصوتية ومن ثم، ترفع إلى مواقع مشاركة الفيديو مثل اليوتيوب. ونادرا ما يتم تحرير أو تحوير مقاطع الفيديو. وقد حول العديد من هواة فلنلعب أعمالهم لجني الأرباح عن طريق الإيرادات من الإعلانات التي تجذبه مواقعهم.

## التسمية
فلنلعب هي الترجمة الحرفية للمصطلح الإنكليزي (Let's Play) الشائع. ويمكن تعريبها ألى «لتس بلاي» كما يحدث في العديد من اللغات. وهناك العديد من الترجمات التي يمكن أن تعتمد مثل «هيا نلعب» أو «تعالوا نلعب» وايضا استخدمت بعض المواقع والقنوات اليوتيوبية كلمة «تختيم».

## التاريخ
ظهرت أول «فلنلعب» على موقع «شيء مروع» (بالإنجليزية: something awful)‏ عام 2006 عندما وضع لقطات شاشة للعبة «درب أوريغون» (بالإنجليزية: Oregon Trail)‏. عندها سميت «بلقطات شاشة أل بي» (بالإنجليزية: screenshot LP)‏. وبعدها بعام، وضع المستخدم «سلوبيف» على نفس الموقع أول شريط فيديو يتناول لعبتي «ذي إمورتال» (بالإنجليزية: The Immortal)‏ و «سوبر ميترويد». والتي سميت «بفيديو أل بي» (بالإنجليزية: video LP)‏.

## نشاطات فلنلعب

### نشاطات عالمية
أصبح العديد من فناني لنلعب مشاهير عالميين وأصبخ لهم مريدين وأتباع. من أشهرهم السويدي بيو دي باي الذي حول أعماله لجني الأموال ولديه 55 مليون متابع. وروستر تيث وذا يوغسكاست وسوش غايمز ونيردكيوبد.

### نشاطات عربية
أصبح لفن فلنلعب العديد من المهتمين في العالم العربي مليئة بالنشاطات. من أهم النشاطات العربية معرض يوم اللاعبين الذي يقام سنويا بمدينة الرياض السعودية

## قضايا قانونية
هناك عدم وضوح لمسألة من يملك حقوق نشر أعمال فلنلعب. من ناحية، يعتبر صاحب العمل المالك لحقوق أعمال فلنلعب بحسب قوانين الإستعمال العادل ألا أنه هناك تعارض مع حقوق صانعي ومطوري الألعاب. قامت شركة نينتندو عام 2013 بتسجيل ألعابها على موقع اليوتيوب لكي تحصل على إيرادات الدعايات التي تجنى من استغلال اسم ألعابها في فيديوات فلنلعب. وبنفس العام، قامت اليوتيوب بتغيير سياساتها لمنع عرض أفلام فلنلعب على موقعها.